# Callonotacris caerulea
Callonotacris caerulea är en insektsart som beskrevs av Piza Jr. 1953. Callonotacris caerulea ingår i släktet Callonotacris och familjen Romaleidae. Inga underarter finns listade i Catalogue of Life.